# Fókuszcsoport
A fókuszcsoport egy kvalitatív kutatási módszer, melyben emberek egy csoportjával történő beszélgetés során a csoport tagjainak benyomásait, gondolatait, hiedelmeit, attitűdjeit vizsgálják bizonyos termékekkel, szolgáltatásokkal, ötletekkel stb. kapcsolatban.